# Bodenrode-Westhausen

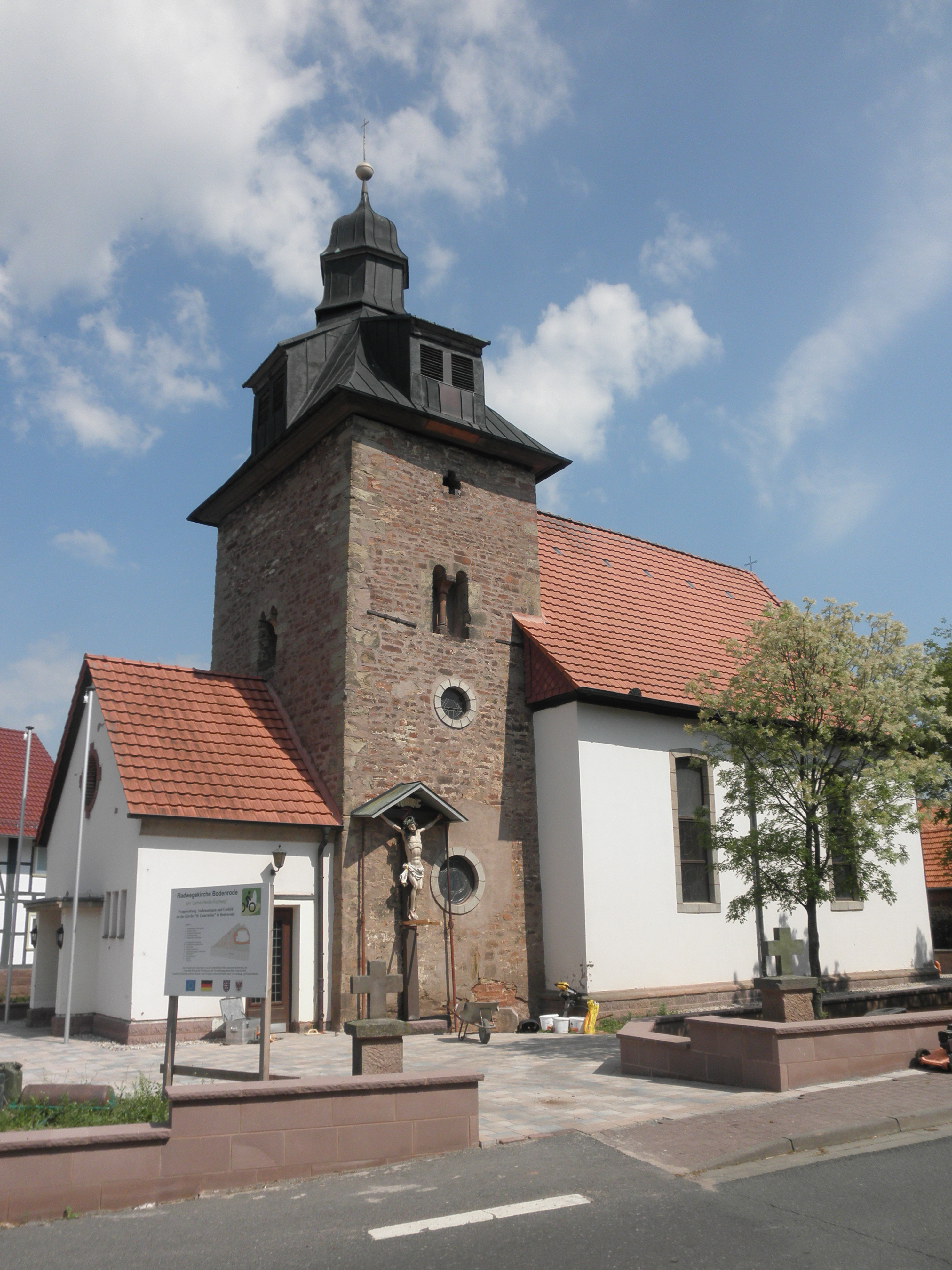
Kerk in Bodenrode

Bodenrode-Westhausen is een gemeente in de Duitse deelstaat Thüringen, en maakt deel uit van de Landkreis Eichsfeld.
Bodenrode-Westhausen telt 1.129 inwoners.